# Pierre à glissade

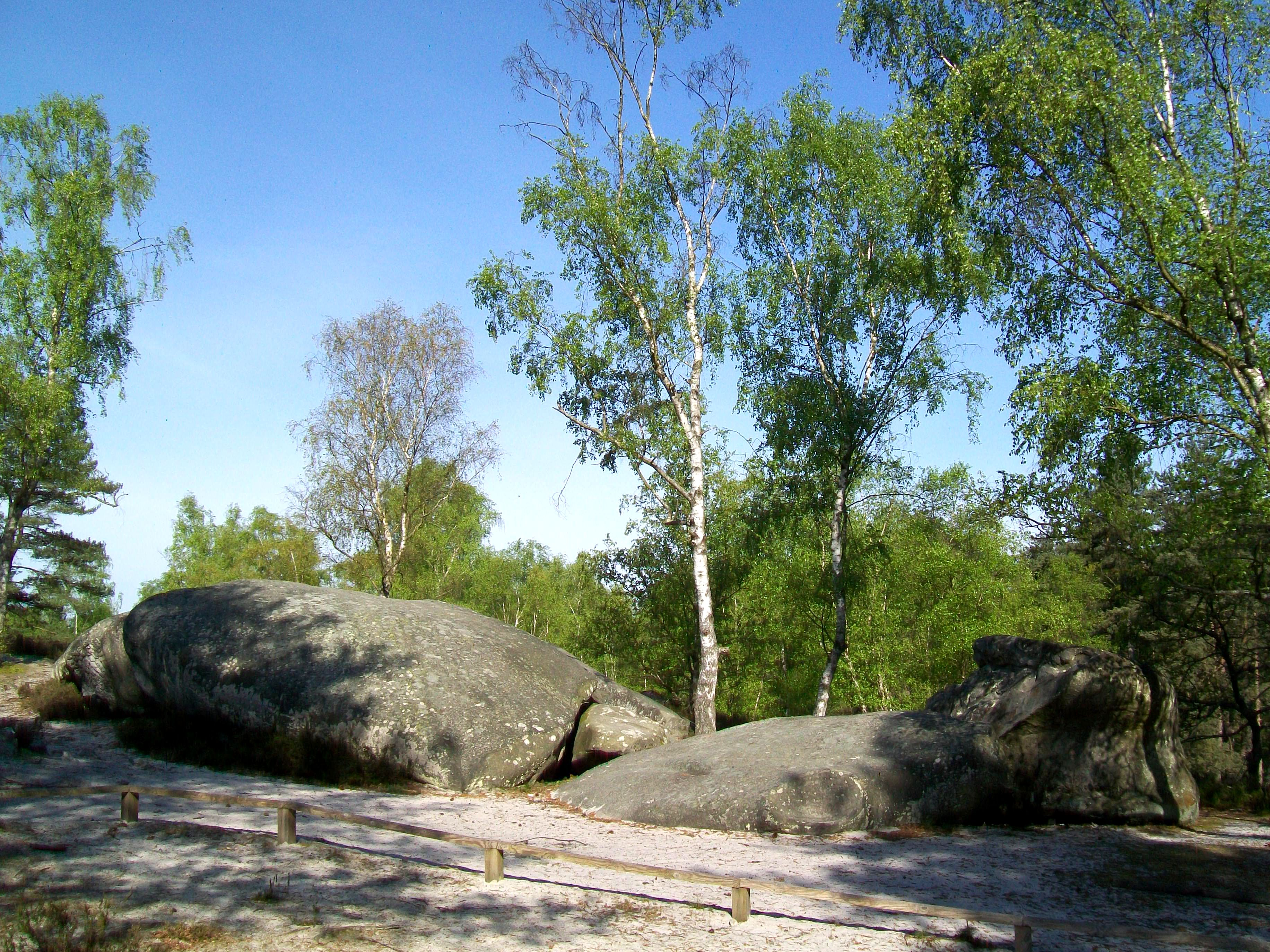
Pierre Glissoire, Péroy-les-Gombries

Une pierre à glissade, appelée aussi roche à glissade ou glissoire, est une pierre d'origine naturelle ou mégalithique faisant l'objet d'une croyance de fécondité, et d'une pratique litholatrique consistant pour les jeunes femmes à glisser afin de prévenir la stérilité ou de faciliter les accouchements.

## Caractéristiques
Pour être propre à son usage, une pierre à glissade est une roche, parfois mais non toujours ornée de cupules, ayant une inclinaison et une taille suffisantes : menhir, pilier de dolmen, bloc rocheux, etc. Traditionnellement, une telle pierre est utilisée pour un rituel de fécondité censé guérir de la stérilité ou faciliter les accouchements. Pour réaliser ce rite en relation avec l'amour, une femme doit glisser tout du long — souvent les fesses nues, la peau étant en contact avec la pierre. La fréquence de cette pratique a pu donner à certaines pierres un poli.
Dans un but voisin, d'autres pierres sont dotées du pouvoir de favoriser le mariage dans l'année.
Ces roches peuvent être désignées de plusieurs façons, comme en français : pierre glissoire, pierre à glisser, pierre écriante (en Ille-et-Vilaine, le patois écrier signifie glisser), pierre à érusser, etc.

## Exemples

### France

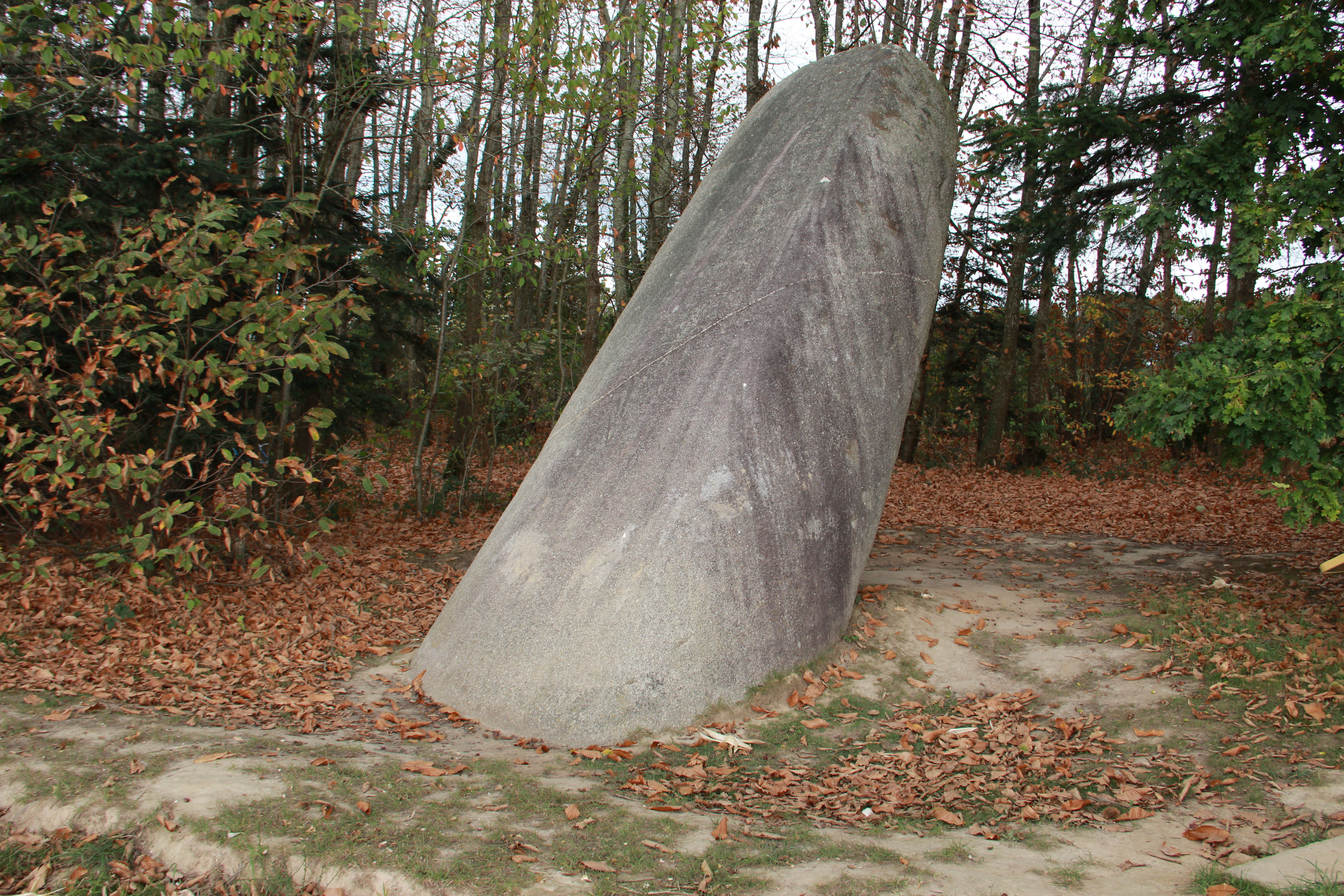
Menhir de la Tiemblais, Saint-Samson-sur-Rance

Parmi les exemples de pierres à glissade en France :
- Alsace :
  - Haut-Rhin : Puppelestein, Rimbachzell

- Bretagne :
  - Côtes-d'Armor : 
    - Pierre à glissade de Lesmont, Plouër-sur-Rance
    - Menhir de la Tiemblais, Saint-Samson-sur-Rance

  - Ille-et-Vilaine :
    - Faix du Diable, Mellé
    - Roche écriante, Monthault

- Centre-Val de Loire :
  - Eure-et-Loir : Grosse Pierre d'Ymorville, Prunay-le-Gillon

- Île-de-France :
  - Essonne :
    - Roche à glissade, Ballancourt-sur-Essonne
    - Roche à glissade du Gros Mahaux, Moigny-sur-École

  - Seine-et-Marne :
    - Pied de femme, Chevry-en-Sereine
    - Pierre à glissage, Fontainebleau

- Limousin :
  - Creuse : dolmen d'Urbe, Crocq

- Midi-Pyrénées :
  - Aveyron : menhir de Peyrelade, Sauclières

- Picardie :
  - Aisne : Menhir de la Pierre-Clouise, Haramont
  - Oise : Pierre Glissoire, Péroy-les-Gombries
- Provence-Alpes-Côte-d'Azur :
  - Alpes-de-Haute-Provence :
    - Meule de Saint-Ours, Saint-Ours, Val-d'Oronaye
    - Pierre des épouses, Fours-Saint-Laurent, Uvernet-Fours

  - Hautes-Alpes :
    - Rocher des Aymards, Villar-Saint-Pancrace

  - Var :
    - Pèiro de l'Escourencho, Bauduen
    - Pierre Glissante, Hyères

### Italie

#### Vallée d'Aoste
Des pierres à glissade remontant à l'Âge du bronze sont présentes à différents endroits en Vallée d'Aoste, à savoir :
- à Machaby, Arnad
- à Ussel, Châtillon
- au géosite archéologique de Bard
- à Châtillonet, Challand-Saint-Anselme, près de la chapelle Sainte-Anne
- à Pontey

### Mélanésie
En horticulture mélanésienne, chaque lignage utilise (déterre/enterre, lors de rituels avec formules/paroles secrètes) des pierres sacrées, qui marquent et sont la présence matérielle de la divinité de la forêt, comme source de vie et de multiplication de la vie. Ces objets sont supposés dotés d'une efficacité réelle, et/ou d'un pouvoir symbolique et imaginaire.